# Вирих V фон Даун-Фалкенщайн
Вирих V фон Даун-Фалкенщайн (на немски: Wirich V von Daun-Falkenstein; * ок. 1473, дворец Бургщайнфурт, Щайнфурт; † края на 1546, замък Фалкенщайн, Рейнланд-Пфалц) е граф на Даун-Фалкенщайн (господар 1505 – 1519, граф 1519 – 1546), Лимбург-Бройч (1508 – 1546), губернатор на Равенсберг, дипломат и военачалник.

## Живот
Той е син на Мелхиор фон Даун-Оберщайн (* 1451; † 1 септември 1517) и съпругата му Маргарета фон Вирнебург (1453 – 1521), дъщеря на граф Вилхелм фон Вирнебург († 1468/1469) и Франциска фон Родемахерн († 1483). Племенник е на кьолнския архиепископ Филип II фон Даун (1508 – 1515) и на княжеската абатиса в Есен Мейна фон Даун-Оберщайн. Брат е на Филип фон Даун граф фон Фалкенщайн († 15 февруари 1530), Мелхиор фон Даун († сл. 1546), и на Херман фон Даун († сл. 1505).
Император Максимилиан I издига господството Фалкенщайн на Вирих през 1518 г. на графство. Вирих е образован за дипломат и участва при сключването на съюз между херцог Йохан Юлих-Клеве-Берг и император Карл V на 25 ноември 1519 г. в Зитард. Той е изпращан от херцог Йохан Юлих-Клеве-Берг на различни дипломатически мисии. През 1526 г. Вирих става дворцов съветник на саксонския курфюрст Йохан Твърди.
През 1528 г. херцог Йохан Юлих-Клеве-Берг го номинира за щатхалтер на Равенсберг. През 1532 г. Вирих като императорски военачалник тръгва в турските войни и има победа при Линц на Дунав.
Вирих V умира през края на 1546 г. и е погребан в манастир Отерберг.

## Фамилия
Вирих V се жени 1500 г. или на 13 ноември/14 ноември 1505 г. за графиня Ирмгард фон Сайн-Хомбург (* сл. 1482; † 27 август 1551), наследничка на Лимбург ан дер Лене и Бройч, дъщеря на Себастиан I фон Зайн (1464 – 1498) и Мария фон Лимбург († 1525). Съпругата му е осиновена от бездетния ѝ чичо граф Йохан фон Лимбург-Бройч, за да получат двамата през 1508 г. наследството Лимбург и Бройч. Те имат децата:
- Каспар († 1546), умствено болен
- Елизабет, абатиса на Св. Квинтин в Нойс
- Йохан (ок. 1506 – 1579), граф на Фалкенщайн-Лимбург, господар на Оберщайн, каноник на Св. Гереон в Кьолн и в катедралата на Кьолн до 1546 г., женен на 13 декември 1546 г. за графиня Урсула фон Залм-Кирбург (1516 – 1601/1605), дъщеря на граф Йохан VII фон Залм-Кирбург († 1531) и Анна фон Изенбург-Бюдинген-Келстербах († 1551/1557)
- Филип II (* ок. 1505; † 1554), граф на Даун-Фалкенщайн, господар на Оберщайн-Бройч, субдякон в катедралата на Кьолн до 1546 г., женен I. пр. 1540 г. за Анна фон Залм-Даун (ок. 1520 – сл. 1546), дъщеря на граф Филип фон Залм-Даун, II. на 28 септември 1552 г. в Бройч за Каспара фон Холтей († 1558)
- Амьона фон Даун (1520 – 1582), омъжена на 20 ноември 1542 г. за граф Гумпрехт II фон Нойенар-Алпен (1503 – 1556)
- Рупрехт († пр. 1530)
- Себастиан (* ок. 1540; † сл. 1558), домхер в Страсбург, манастирски хер на Св. Гереон в Кьолн, женен 1558 г. за вилд и Рейнграфиня Елизабет фон Залм-Даун-Нойфвил (1540 – 1579), дъщеря на Филип Франц фон Залм-Даун-Нойфвил и Мария Египтиака фон Йотинген-Йотинген
- Вирих (ок. 1512 – 1543), убит в битка в Унгария, домхер в Майнц
- Госвин, женен I. за Катарина Пеге († 1549/1550), II. (сл. 1550/1558) за Бригита фон Гройн
- Анна († сл. 1530), канонеса в Есен, абатиса в Боргхорсте